# Quiri-Coli (Ort)
Quiri-Coli (Quiricoli, Kirikoli) ist eine osttimoresische Siedlung im Suco Manetú (Verwaltungsamt Maubisse, Gemeinde Ainaro). Das Dorf befindet sich im Nordosten der Aldeia Quiri-Coli, auf einer Meereshöhe von 1241 m, am Osthang des zentralen Berges des Sucos Manetú. Ein Pfad führt entlang des Bergkamms nach Westen, während eine kleine Straße Quiri-Coli mit dem Suco Aitemua (Gemeinde Manufahi) im Osten verbindet.